# Triton crêté
Triturus cristatus
Espèce
Statut de conservation UICN

 LC  : Préoccupation mineure
Triturus cristatus, le triton crêté ou triton à crête, est une espèce d'urodèles de la famille des Salamandridae.

## Description

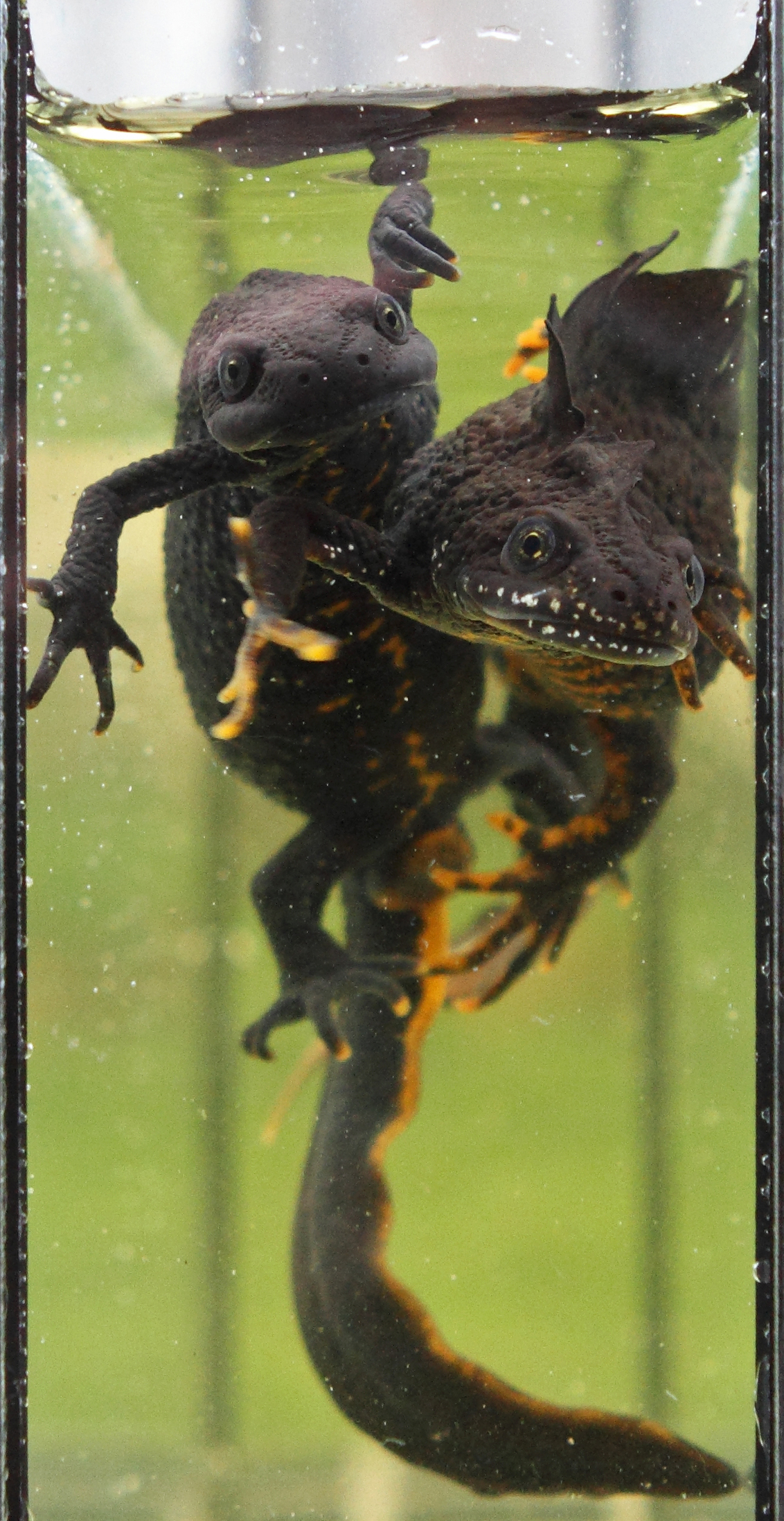
Tritons crêtés en phase aquatique, femelle à gauche et mâle droite.

C'est une espèce de tritons de grande taille. Les mâles mesurent entre 12 et 16 cm, tandis que les femelles atteignent jusqu'à 18 cm. La peau est granuleuse (comme celle du triton marbré).
La coloration générale est sombre, brun à noirâtre, avec des taches rondes plus sombres, peu marquées mais assez régulièrement réparties. Le ventre et le dessous des pattes sont jaune à orangé vif taché de sombre. Seules les femelles ont une ligne jaune qui marque le dessous de la queue. Des pointillés blancs, bien plus nombreux chez les mâles, ornent cette livrée, notamment sur le bas des flancs.
Au printemps, durant la période de reproduction, les tritons crêtés mâles présentent une haute crête dorsale irrégulièrement dentelée, ainsi qu'une crête caudale moins dentée séparée de la crête dorsale par une échancrure. Les côtés de la queue se colorent de bleu pâle, et la tête s'orne de petites taches claires allant de la gorge et des joues au museau, couvrant parfois le dessus de la tête. C'est durant cette période que le triton crêté fréquente le plus le milieu aquatique.

## Répartition

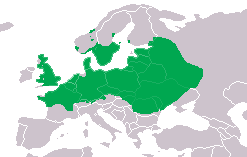
Distribution

Cette espèce se rencontre surtout en Europe, de la Grande-Bretagne à l'Oural, et au delà jusqu'en Sibérie occidentale. Il est absent du sud-ouest de la France et de la péninsule Ibérique, ainsi que de la majeure partie de l'Italie. Il est présent seulement au nord des Alpes et au nord du cours du Danube plus à l'est.
En Italie, dans les Balkans et en Anatolie, il est remplacé par d'autres espèces très semblables du genre Triturus.
Dans la péninsule Ibérique et dans le sud-ouest de la France il est remplacé par le triton marbré (Triturus marmoratus), bien plus distinct, mais les deux espèces cohabitent dans une vaste partie du centre-ouest de la France.
Des populations reliques de tritons crêtés ont été trouvées récemment dans le Gard et les Bouches-du-Rhône, indiquant la présence possible d'anciennes populations le long de la vallée du Rhône.

## Habitat
Le triton crêté adulte est aquatique durant une période de plusieurs mois autour de la période de reproduction, mais il est terrestre le reste de l'année. Certains individus ou populations passent cependant une assez grande partie de l'année dans l'eau. L'hivernation est terrestre.
Il préfère des mares assez grandes et profondes, ensoleillées et avec beaucoup de végétation. Les mares-abreuvoirs des pâtures à bovins sont un habitat très apprécié, notamment lorsqu'elles sont assez nombreuses dans les régions de bocage. Des fossés en eau plus modestes voire des ornières à proximité de mares favorables peuvent aussi être fréquentés par quelques individus, mais sont peu favorables à la reproduction. On peut aussi le trouver dans certaines mares forestières (lorsqu'elles sont suffisamment grandes et pas trop ombragées), dans les mares des landes acides ou dans les bas-marais alcalins des plaines alluviales, dans de petits bras morts de rivières, dans les pannes dunaires (même saumâtres) ou encore dans des plans d'eau de carrières.
Il partage le plus souvent ces mares avec de nombreux autres amphibiens, comme les autres espèces de tritons (particulièrement le triton ponctué), la rainette verte, des grenouilles vertes et brunes, des crapauds, etc. Mais il ne s'accommode pas de la présence de poissons. Les mares qu'il occupe peuvent être permanentes ou temporaires, leur asséchement en été lors des années les plus sèches est bénéfique, en éliminant les poissons qui auraient pu les coloniser.
C'est une espèce de plaine qui ne dépasse pas 1 200 m d'altitude. C'est aussi plutôt une espèce de milieu ouvert, qu'on trouve souvent dans les plaines agricoles, notamment les zones riches en prairies permanentes, mais on le trouve aussi en forêt et dans d'autres milieux naturels. Le bocage, même peu dense, lui est très favorable. Il tend à être moins forestier que le triton marbré dans les régions où les deux espèces sont présentes, mais elles cohabitent assez fréquemment. Durant sa phase terrestre, il vit caché dans les galeries de micro-mammifères, sous le bois mort, dans les souches et racines des haies, sous des pierres, etc. Il a donc besoin de haies, de bosquets, de fourrés, de petites friches, de talus ou de boisements pas très loin des mares.

## Reproduction

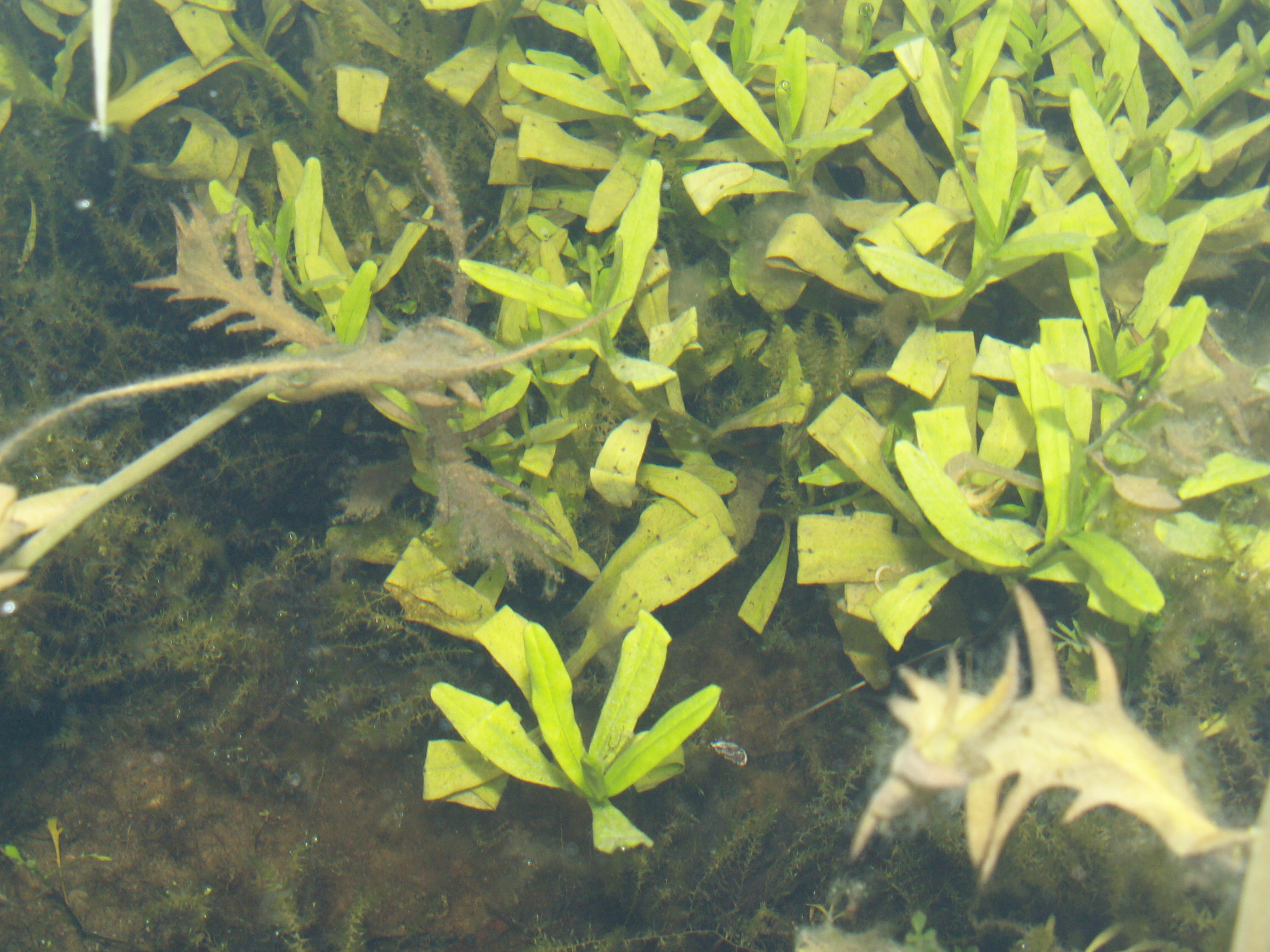
La femelle de Triturus cristatus, à l'aide de ses pattes arrière a soigneusement replié et collé sur elles-mêmes certaines feuilles immergées de Myosotis scorpioides pour protéger ses œufs (pondus un à un). Ceux-ci se développeront entre les plis des feuilles (photo faite aux Pays-Bas le 12 mai 2006)

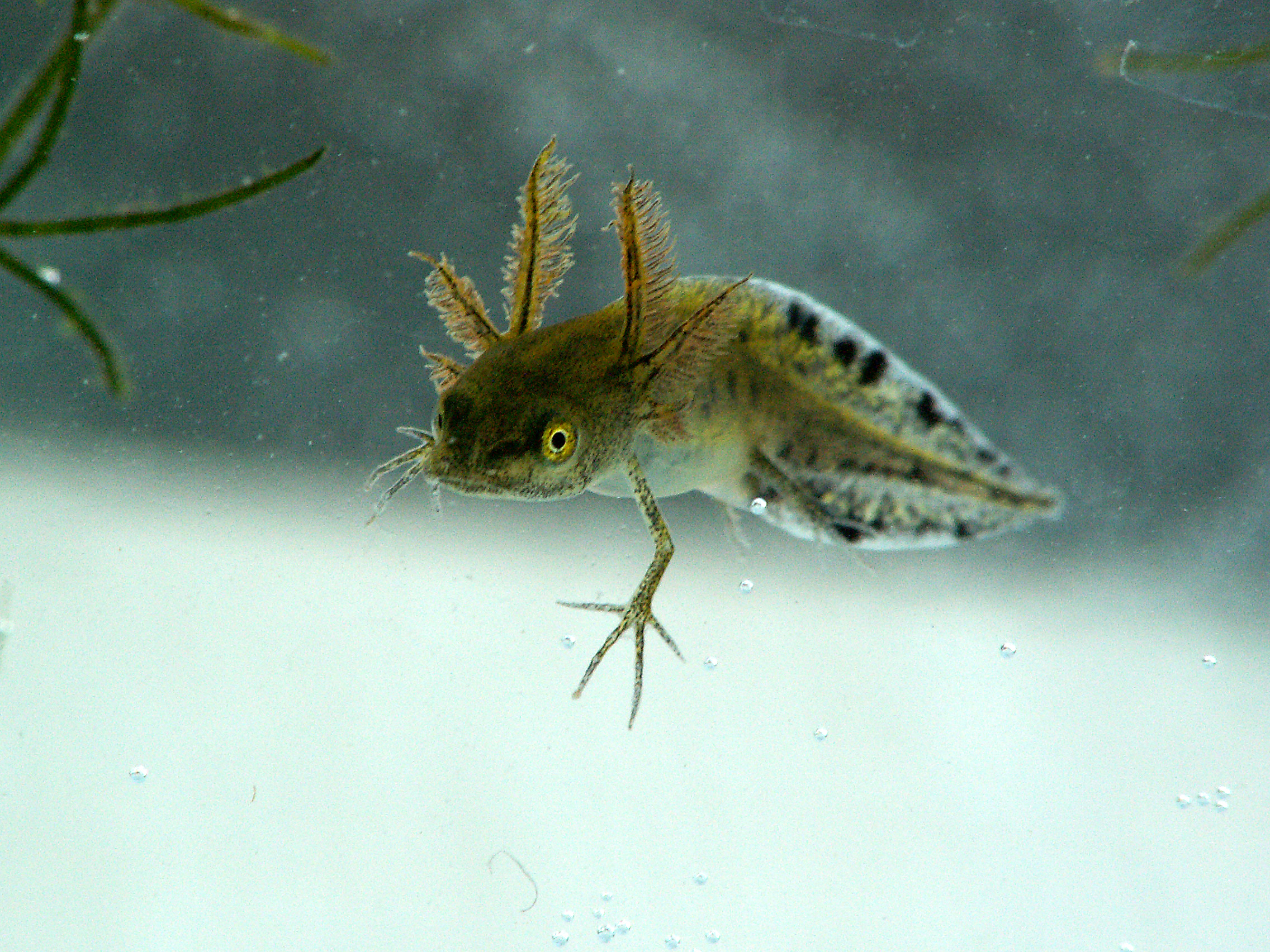
Larve de triton crêté

Juste après la sortie de l'hivernation se déroule au début du printemps la migration prénuptiale, des gites terrestres vers le milieu aquatique. Elle peut avoir lieu entre janvier et mai selon les régions. La saison de reproduction a lieu le plus souvent de la mi-mars à la fin avril.
Dans l'eau les mâles sont territoriaux et défendent chacun une petite zone dégagée sur le fond. À l'approche d'une femelle le mâle entame une longue parade nuptiale. Il prend une position arquée (dos rond), très près de la femelle, et fait onduler sa queue qui est repliée en direction d'elle. Si elle est réceptive il se place au-dessus d'elle et lui présente son cloaque. Puis il s'éloigne un peu et la femelle le suit. Si la femelle touche la partie inférieure de la queue du mâle avec son museau, il relâche son spermatophore. Puis il se place perpendiculairement à elle et replie sa queue en la faisant onduler à nouveau. Enfin, à l'aide de son museau il pousse la femelle jusqu'à ce que le cloaque de celle-ci soit au-dessus du spermatophore.
La femelle pond par la suite de 200 à 400 œufs, qu'elle colle un à un aux feuilles des plantes aquatiques en rempliant celles-ci sur les œufs.
Le développement embryonnaire dure en moyenne 37 jours à 12 °C ou 15 jours à 17 °C.
Les larves, aquatiques, présentent des branchies externes et leur métamorphose se produit en 3 ou 4 mois. Elles sont capables d'hiverner dans l'eau. Mais les jeunes tritons sortent habituellement de l'eau en été après leur métamorphose et restent sur terre jusqu'à leur maturité sexuelle, à l'âge de 2 ou 3 ans. Les cas de néoténie sont très rares mais ont été observés en Suisse et en Allemagne.
Les larves sont reconnaissables, parmi les larves d'urodèles, à leur queue qui se termine en pointe plus ou moins effilée et à leurs doigts et orteils fins et très allongées. Mais elles ressemblent beaucoup à celles du triton marbré, si ce n'est qu'elles sont souvent plus sombres et que la nageoire est plus uniformément tachée de sombre. Elles mesurent 10 à 12 mm à l'éclosion et jusqu'à 80 mm en fin de croissance. Elles sont plus pélagiques que les autres larves d'urodèles en Europe : elles nagent souvent entre deux eaux au milieu de la mare.

## Statut, menaces
Le triton crêté est une espèce protégée dans beaucoup de pays d'Europe, dont la France, la Belgique et la Suisse.
Cette espèce a une aire de répartition très vaste, elle est encore localement commune. Cependant, elle a connu une très forte régression : elle est devenue plus ou moins rare dans la majorité des régions de son aire.
La raréfaction importante du triton crêté est due à de multiples facteurs : l'agriculture intensive et le remembrement agricole, l'urbanisation des plaines, l'aménagement routier, la pollution des eaux, l'abaissement des nappes phréatiques et en premier lieu le comblement des mares ou leur artificialisation en zones de pêche. Il disparait assez rapidement des mares où des poissons ont été introduits.
Pour subsister durablement, une population de tritons crêtés à besoin d'un réseau de nombreuses mares aux caractéristiques favorables (cinq ou six au minimum), pas trop éloignées les unes des autres (quelques centaines de mètres au maximum) pour permettre les échanges réguliers entre les mares, dans un paysage rural ou naturel pas trop fragmenté écologiquement. Mais c'est une espèce assez pionnière qui colonise facilement les nouvelles mares créées non loin de celles qu'elle habite.
Le triton crêté est considéré comme une « espèce parapluie » : la protection, la restauration ou la création d'habitats destinés à cette espèce cible, qui est un peu plus exigeante que d'autres amphibiens, profite à beaucoup d'autres espèces animales et végétales qui occupent les mêmes habitats.

## Systématique
Actuellement, le triton crêté est une espèce considérée comme monotypique, qui ne contient plus de sous-espèce reconnue.
D'anciennes sous-espèces ont été élevées au rang d'espèces à part entière, et d'autres espèces ont été distinguées et décrites. Aujourd'hui les « tritons crêtés » constituent un complexe de sept espèces très semblables au sein du genre Triturus, mais distinctes : Triturus cristatus, Triturus carnifex, Triturus dobrogicus, Triturus macedonicus, Triturus ivanbureschi, Triturus karelinii et Triturus anatolicus.

## Hybridation
Le triton crêté s'hybride parfois avec le triton marbré. Le produit de cette hybridation est le triton de Blasius.

## Synonymes
- Triton cristatus Laurenti, 1768
- Triton americanus Laurenti, 1768
- Salamandra platyura Daubenton, 1782
- Lacerta lacustris Blumenbach, 1788
- Salamandra lati-caudata Bonnaterre, 1789
- Lacerta lacustris Gmelin, 1789
- Salamandra pruinata Schneider, 1799
- Lacerta triton Retzius, 1800
- Lacerta porosa Retzius, 1800
- Triton bibronii Bell, 1839
- Triton asper Higginbottom, 1853
- Triton cristatus var. icterica Reichenbach, 1865
- Triton cristatus cuclocephalus Fatio, 1872
- Triton cristatus var. luteiventris Dürigen, 1897
- Triton cristatus var. nigriventris Dürigen, 1897
- Molge palustris var. olivacea Prazák, 1898
- Molge palustris var. leydigi Prazák, 1898
- Molge palustris var. sulfureo-gastra Prazák, 1898
- Molge palustris var. icterica Prazák, 1898
- Triton lobatus meridionalis Fatio, 1900
- Molge cristata var. flavigastra Fejérváry, 1909
- Triton intermedius Szeliga-Mierzeyewski & Ulasiewicz, 1931

## Publication originale
- Laurenti (1768) Specimen medicum, exhibens synopsin reptilium emendatam cum experimentis circa venena et antidota reptilium austriacorum, Vienna Joan Thomae, p. 1-217 (texte intégral).